# Günther Mund
Günther Artur Mund Borgs oder auch "Günter Mund" (* 7. August 1934 in Santiago de Chile; † 27. März 2011 bei Melipilla, Chile) war ein deutsch-chilenischer Wasserspringer und Unternehmer.

## Leben
Günther Mund war der Sohn von Arthur Mund (Halberstädter SV) und Margret Borgs, welche international erfolgreiche Wasserspringer waren und bei den Olympischen Spielen 1928 in Amsterdam für Deutschland teilnahmen. Arthur und Margret emigrierten 1929 nach Chile, heirateten und ließen sich in Santiago de Chile mit einem Schwimmbetrieb in dem Stadtteil Ñuñoa nieder.
Günter wurde am 7. August 1934 in Santiago de Chile geboren.
Mund vertrat als 13-Jähriger Chile im Wasserspringen bei den Olympischen Sommerspielen 1948 in London, wo er beim Kunstspringen vom 3-Meter-Brett den 26. Platz belegte. Bei den Spielen von 1956 in Melbourne errang er in der gleichen Disziplin den 7. Platz sowie vom 10-Meter-Turm den 19. Platz.
Mund war ausgebildeter Sportlehrer und absolvierte ein Aufbaustudium in Deutschland (Köln). Er war Mitglied in zwei Schwimmvereinen in Köln und Düsseldorf.
Er spezialisierte sich im Bau und Betrieb von Saunen, Dampf- und Schwimmbädern. In Santiago de Chile betrieb Mund ein Spa bestehend aus Schwimmhalle, Sport- und Fitnessstudio sowie Wellness- und Beautyzentrum.
Mund kam bei einem Flugunfall ums Leben, als der von ihm gesteuerte Tragschrauber 15 Minuten nach dem Start nahe der Stadt Melipilla, etwa 90 km südlich von Santiago de Chile, abstürzte.